# حاصدي بن حزقيا
حاصدي بن حزقيا (بالعبرية: חסדאי בן חזקיה) هو حاخام يهودي عراقي وزعيم اليهودية القرائية وابن حزقيا بن سليمان. عاش في العراق خلال القرن الحادى عشر والثاني عشر، وكان رأس الجالوت الثامن لحركة اليهودية القرائية. خلفه ابنه سليمان بن حاصدي.